# Dominika Švarc Pipan
Dominika Švarc Pipan (ur. 9 lipca 1978 w Slovenj Gradcu) – słoweńska polityk, prawniczka, politolog i nauczycielka akademicka, w latach 2018–2020 sekretarz stanu w resorcie sprawiedliwości, w latach 2022–2024 minister sprawiedliwości.

## Życiorys
W 2003 ukończyła studia prawnicze na Uniwersytecie Lublańskim. W 2011 na tej samej uczelni doktoryzowała się w zakresie nauk politycznych. W 2005 uzyskała magisterium z międzynarodowego prawa publicznego w London School of Economics. Jako nauczycielka akademicka została wykładowczynią uczelni w Słowenii, Bośni i Hercegowinie, Hiszpanii oraz Wielkiej Brytanii. Jako doradczyni do spraw prawych nawiązywała współpracę z instytucjami publicznymi, organizacjami pozarządowymi i korporacjami. Była ekspertką w Międzynarodowym Trybunale Sprawiedliwości w Hadze (2010–2014). Pracowała też w prokuraturze przy Międzynarodowym Trybunale Karnym dla byłej Jugosławii (2014–2016). Autorka kilkudziesięciu publikacji z zakresu prawa międzynarodowego i stosunków międzynarodowych.
W latach 2018–2020 w okresie rządu Marjana Šarca pełniła funkcję sekretarza stanu w ministerstwie sprawiedliwości. Działaczka Socjaldemokratów, w 2020 wybrana na wiceprzewodniczącą tego ugrupowania.
W czerwcu 2022 objęła funkcję ministra sprawiedliwości w rządzie Roberta Goloba. Urząd ten sprawowała do marca 2024. Ustąpiła w związku z kontrowersjami dotyczącymi umowy na zakup nieruchomości na potrzeby wymiaru sprawiedliwości.